# Балка Конькова
Балка Конькова — ботанічний заказник місцевого значення. Об'єкт розташований на території Більмацького району Запорізької області, околиця села Благовіщенка.
Площа — 25 га, статус отриманий у 1980 році.
Статус надано з метою збереження місць зростання лікарських рослин. Охороняється цілинна балка, де зростають деревій, чебрець, череда тридільна, чистотіл.

## Галерея

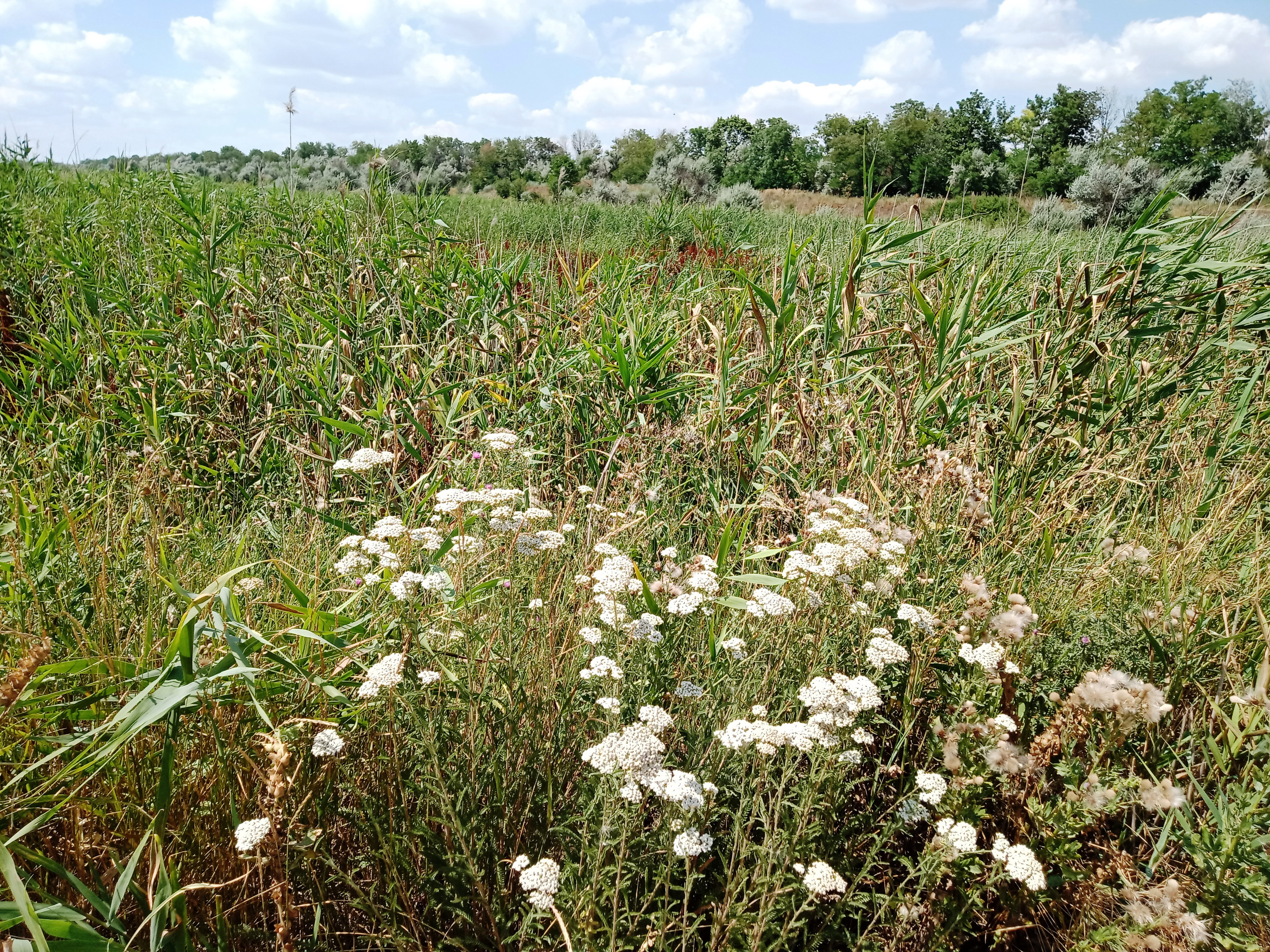
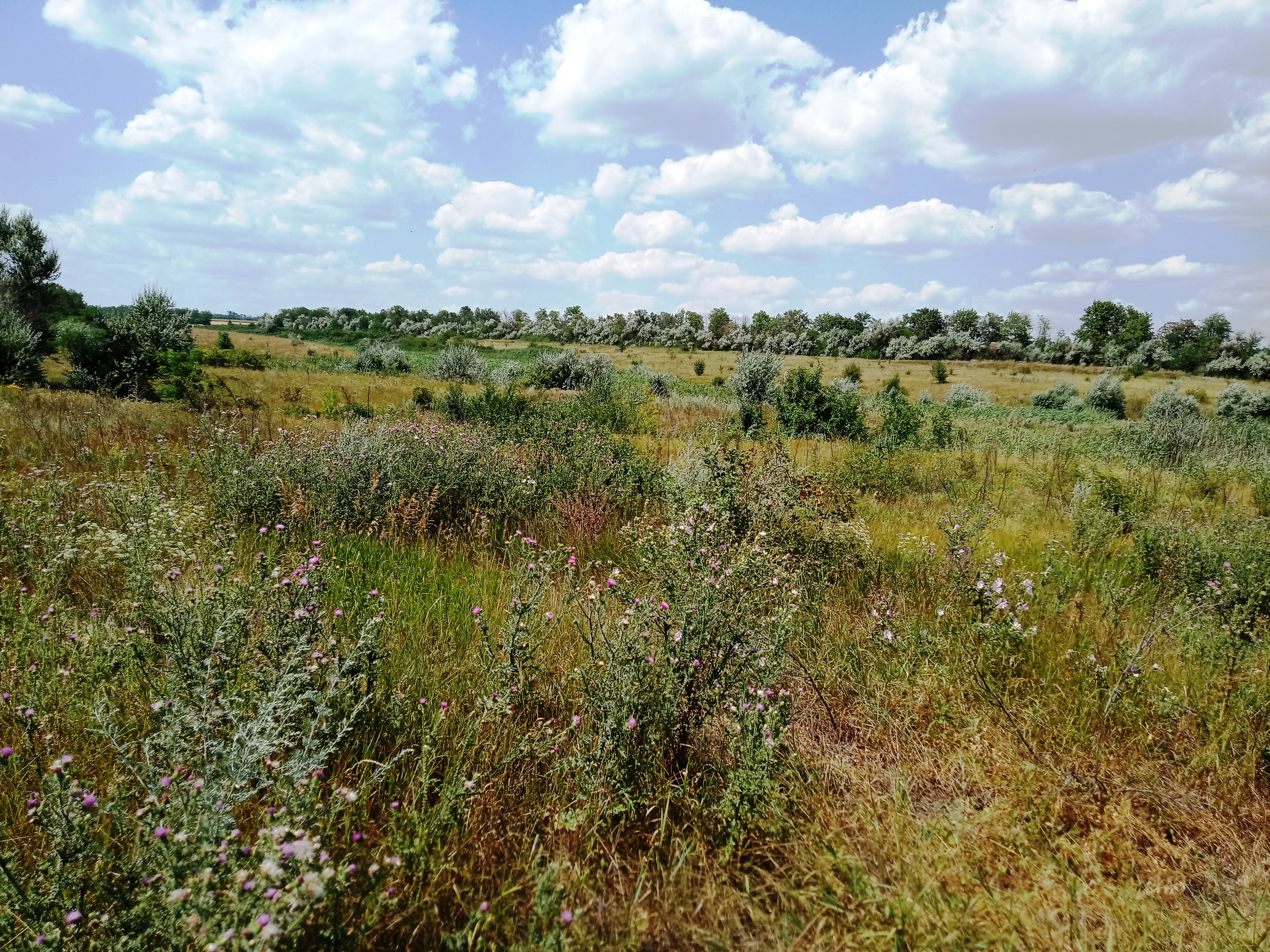
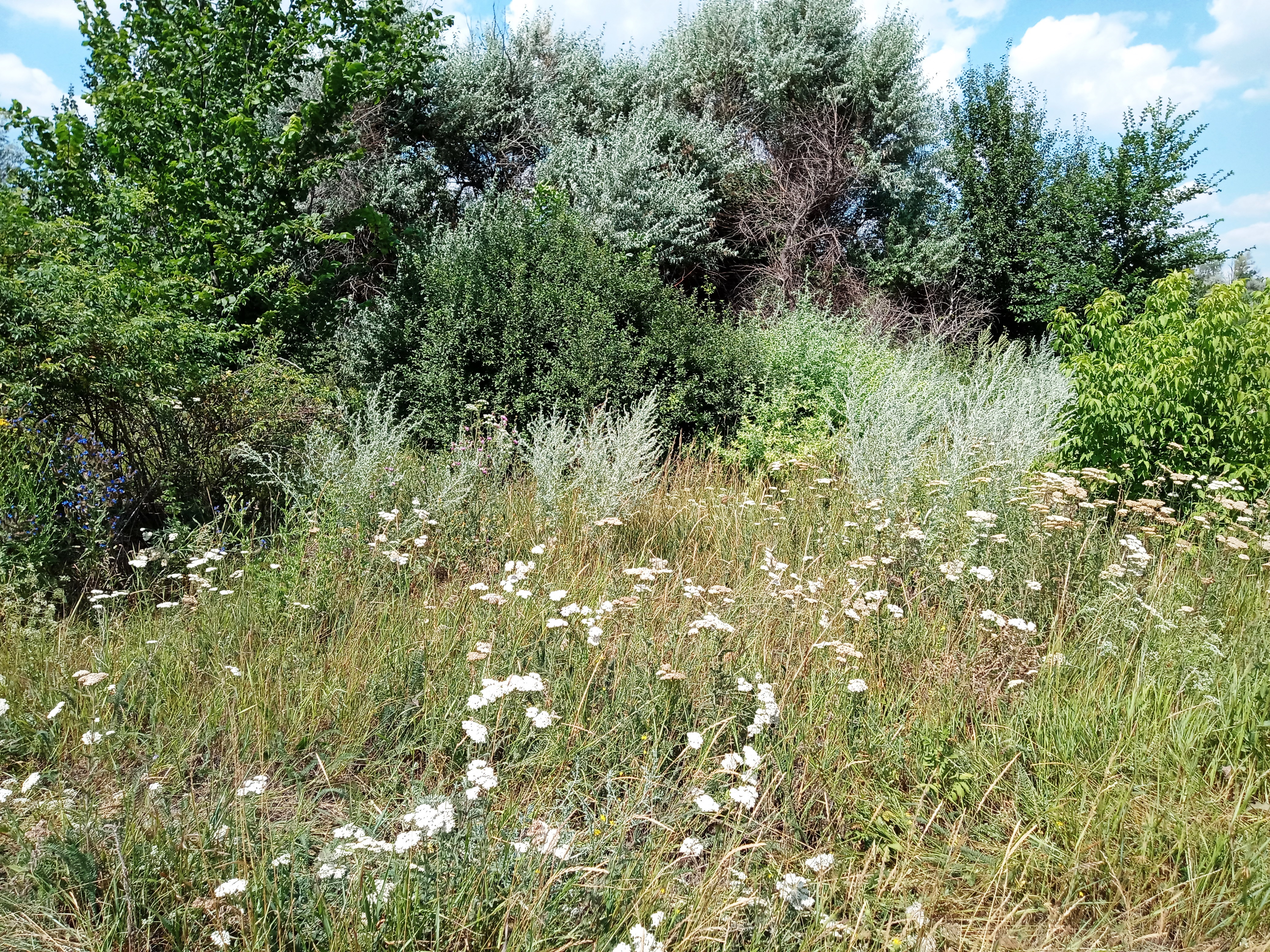